# Aristodemo de Megalópolis
Aristodemo de Megalòpolis fue tirano de Megalópolis durante el reinado de Antígono II Gónatas, al poco de la formación de la Liga Aquea. 
Nació en la ciudad de Figalia y su padre se llamaba Artilas. Tuvo el apoyo de los macedonios. 
Durando su gobierno el rey Cleómenes II de Esparta y su hijo mayor Acrótato invadieron el territorio de Megalópolis y se libró una batalla en la cual Aristodemo derrotó al enemigo y Acrótato murió en la lucha.
Murió un tiempo después asesinado por emisarios de Edemos y Demófanes, dos ciudadanos de Megalópolis del partido rival amigos de Filopemen. Pausanias vio su tumba en las cercanías de Megalópolis y dice que era un montón de tierra. También le atribuye la construcción de un templo de Artemisa en Esciadis, a trece estadios de Megalópolis. El geógrafo menciona que a pesar de ser tirano, era apodado «el Bueno».